# Christian Lehmann
Pour les articles homonymes, voir Lehmann.
Christian Lehmann, né le 15 août 1958, est un médecin et écrivain français.

## Biographie
Docteur en médecine depuis 1984, il est en 2025 retraité mais toujours en activité. Ayant commencé sa carrière littéraire en 1988 avec des romans contemporains assez noirs, il est connu en tant qu'écrivain pour la jeunesse (sept ouvrages pour adolescents), notamment pour sa trilogie No pasarán, le jeu ,,.
Outre ses fictions, Christian Lehmann intervient également pour soutenir des critiques de l'organisation du système de santé français et il publie notamment en 2004 un tribune Manifeste contre les mensonges de la réforme de la Sécurité Sociale initiée avec un autre médecin écrivain Martin Winckler. Dès 2002 (Patients si vous saviez), puis en 2007 (Les Fossoyeurs), Lehmann dénonce la destruction programmée du système de santé français au nom d'intérêts financiers privés, anticipant son effondrement et la désertification médicale,. Par ailleurs, il lance en 2007 un Appel contre la franchise sur les soins pour contester la mise en place généralisée de franchises médicales sous la présidence de Nicolas Sarkozy, avec en particulier Bruno-Pascal Chevalier, activiste du sida, lequel alors entame une grève des soins.
À compter de mars 2020, il tient dans Libération un « Journal de Pandémie » concernant le Covid-19. Il dénonce les théories complotistes comme « certains mensonges du gouvernement »", et fait appel aux témoignages de collègues, de patients, d’enseignants, de militants, pour dresser le tableau d’une société fragmentée sur fond d’effondrement du système de santé ,,,,. Il en tire un recueil, Tenir la ligne, publié par les Éditions de l'Olivier au printemps 2022,,.
Après l'avoir fait sur différentes plateformes dont Mediapart, il tient un blog sur son site personnel.

## Œuvres
Pour adultes
- La Folie Kennaway, Payot et Rivages, (1988)  (ISBN 9782743608354)
- La Tribu, Payot et Rivages, (1990),  (ISBN 9782743610852)[21]
- Un monde sans crime, Rivages/Noir, (1993) No 316
- L'Évangile selon Caïn, Le Seuil, (1995),  (ISBN 9782020481342)
- Une éducation anglaise, éditions de l'olivier, (2000),  (ISBN 9782879294186)
- Une question de confiance, Payot et Rivages, (2002),  (ISBN 2743610123)

Pour enfants
- Pomme et le magasin des petites filles pas sages (1994)
- Taxi et le bunyip (1995)
- Le Crocodile de la bonde (1996)
- Le Père Noël (1996)

Pour adolescents
- Trilogie No pasarán, L'École des loisirs :

1. No pasarán, le jeu, 1996  (ISBN 2211037119).
2. Andreas, le retour, 2005  (ISBN 2211077536).
3. No pasarán, endgame, 2012  (ISBN 9782211079679).

- La Citadelle des cauchemars (1998)
- La Nature du mal (1998)
- Tant pis pour le Sud (2000)

Médecine
- Patients si vous saviez, confessions d'un médecin généraliste (2003)
- Les Fossoyeurs (2007)
- Tenir la ligne. Chronique d'une pandémie, Éditions de l'Olivier (2022),  (ISBN 978-2879294186)

Politique
- Sarkolangue (Les mots ont un sens), Ramsay (2008)

Bande dessinée
- No pasaran, le jeu (adaptation avec le dessinateur Antoine Carrion), Casterman/L'École des loisirs, 2012  (ISBN 9782203032934).
- No pasarán, le jeu : édition intégrale (avec le dessinateur Antoine Carrion), Rue de Sèvres, 2014  (ISBN 9782369810353).

Jeu de rôle
Contribution à
- Terreur sur l'Orient Express (Horror on the Orient Express), « L'Appel de Cthulhu », Chaosium (1991)/Jeux Descartes (1994)
- Par-Delà les Montagnes Hallucinées (Beyond the Mountains of Madness), « L'Appel de Cthulhu », Chaosium (1999)/Sans Détour (2010)

## Prix et distinctions
- (international) « Honour List » 2014[22] de l' IBBY pour son roman jeunesse No pasarán, le jeu